# Jessica Hansen
Pour les articles homonymes, voir Hansen.
Jessica Hansen, née le 30 juin 1995 à Auchenflower dans la banlieue de Brisbane, est une nageuse australienne spécialiste de la brasse.

## Biographie
Elle a participé au 100 mètres brasse féminin aux Championnats du monde aquatiques 2017,. En août 2018, elle remporte la médaille d'argent du 100 m brasse aux Championnats pan-pacifiques.
Lors des Championnats du monde de natation en petit bassin 2018 à Hangzhou, elle finit 3e du relais 4 × 100 m 4 nages avec ses compatriotes Minna Atherton, Emily Seebohm et Ariarne Titmus mais elles finissent par être disqualifiées pour une prise de relais trop rapide entre la nageuse de brasse et la nageuse de papillon. En individuel, elle remporte la médaille de bronze du 100 m brasse derrière la Jamaïcaine Alia Atkinson et l'Américaine Katie Meili.

## Palmarès

### Championnats du monde

#### Grand bassin
- Championnats du monde 2017 à Budapest :
  -  Médaille de bronze du relais 4 × 100 m quatre nages (participe uniquement aux séries)
- Championnats du monde 2019 à Gwangju :
  -  Médaille d'argent du relais 4 × 100 m quatre nages